# Pescarzo (Breno)
Pescarzo (Pehcarh in dialetto camuno) è una frazione del comune di Breno.
Esistono due paesi con questo nome in Val Camonica, l'altro si trova nel comune di Capo di Ponte.

## Geografia fisica

### Territorio
Il paese sorge al di sopra dell'abitato di Breno, sulla sponda orientale del fiume Oglio, a mezza costa sulla montagna. Il suo orientamento è verso sud-ovest

## Storia

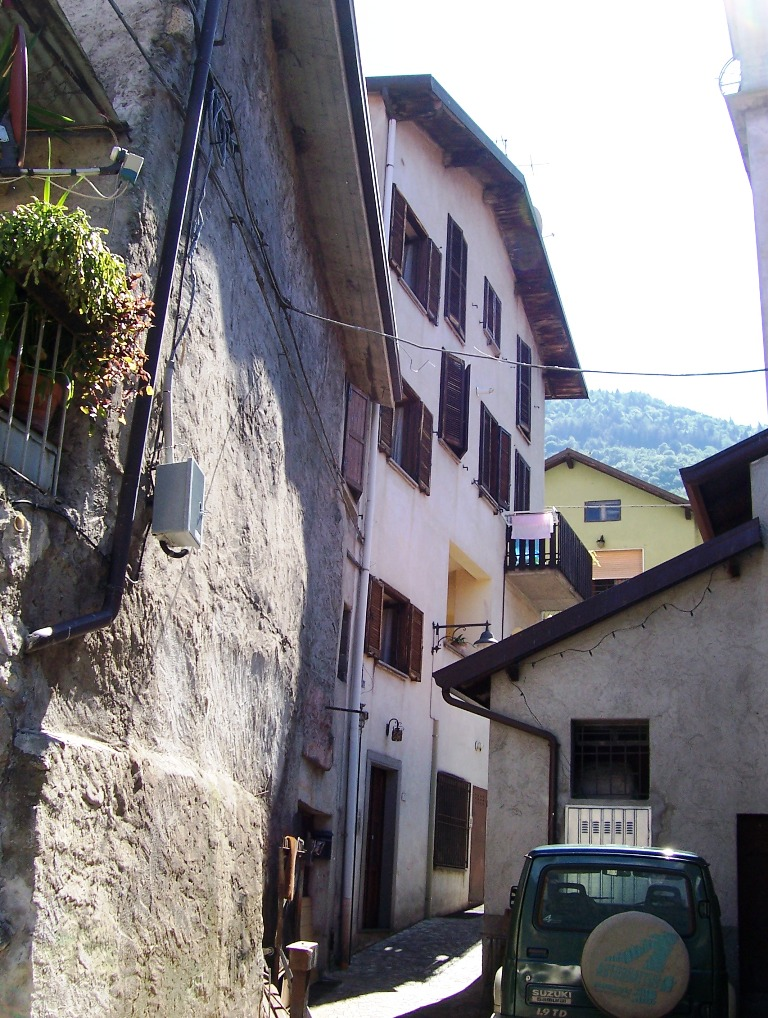
Casa

Il 28 gennaio 1350 il vescovo di Brescia investe iure feudi dei diritti di decima nei territori di Breno, Borno, Pescarzo, Cerveno e Corteno Golgi Bertolino e Giacomo Alberzoni di Breno. Privilegi vennero confermati anche nel 1423.

### Feudatari locali
Famiglie che hanno ottenuto l'infeudazione vescovile dell'abitato:
| Famiglia  | Stemma | Periodo |
| Alberzoni |        | 1350    |

### Ricorrenze
- 24 giugno, San Gioàn dei càlem (San Giovanni delle ciliegie). I càlem sono tra i primissimi frutti che la terra camuna, non prodiga regala agli abitanti suoi. Di un legame vorremmo dire, di un filo rosso che corre dalla testa insanguinata di san Giovanni Battista adagiata sul vassoio d'oro da Erode per la conturbante Salomè, ed i rossi più che mai càlem. I festeggiamenti, affievolitisi per alcuni anni, ritornano gagliardi…” (Adriano Baffelli).[4]

## Monumenti e luoghi d'interesse

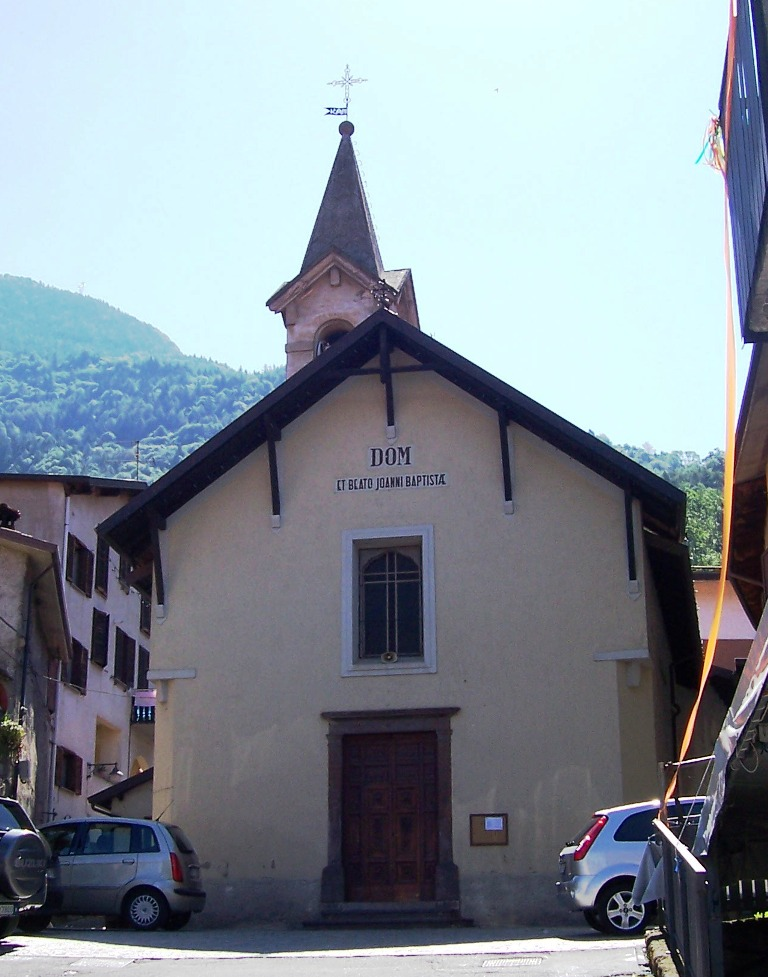
Parrocchiale

### Architetture religiose
Le chiese di Pescarzo sono:
- Parrocchiale di San Giovanni Battista, di struttura barocca del XVII secolo.

## Società

### Tradizioni e folclore
Gli scütüm sono nei dialetti camuni dei soprannomi o nomignoli, a volte personali, altre indicanti tratti caratteristici di una comunità. Quello che contraddistingue gli abitanti di Pescarzo di Breno è Pàpe.